# Vladimir Tarassenko
Pour les articles homonymes, voir Tarassenko.
Vladimir Andreïevitch Tarassenko - en russe : Владимир Андреевич Тарасенко et en anglais Vladimir Tarasenko - (né le 13 décembre 1991 à Iaroslavl en République socialiste fédérative soviétique de Russie) est un joueur professionnel russe de hockey sur glace. Il évolue au poste d'ailier. Il mesure 1,84 m. Son père Andreï Tarassenko était également joueur de hockey sur glace.

## Biographie

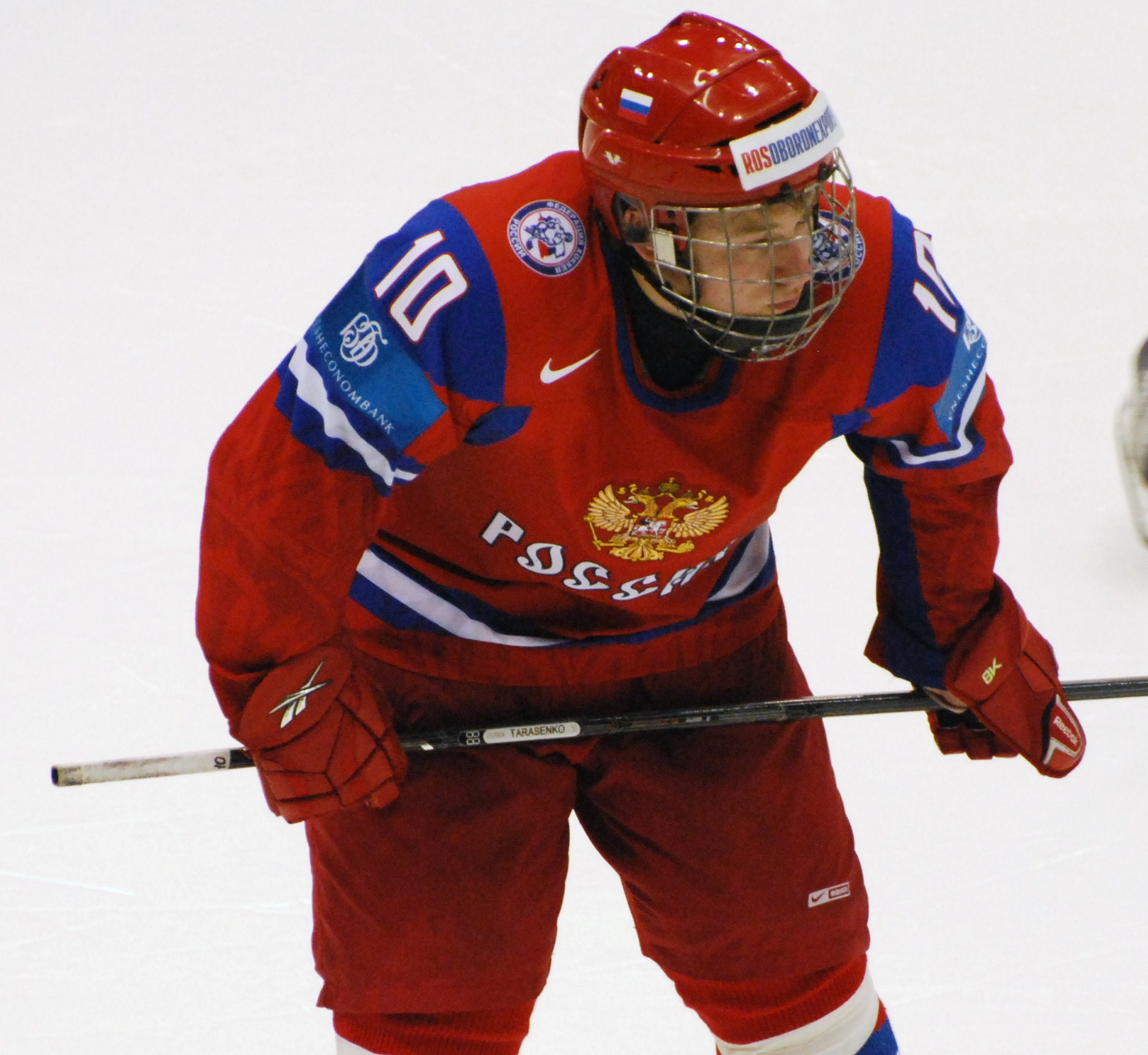
Tarassenko avec l'équipe de Russie junior en 2009.

Tarassenko est né à Iaroslavl où son père jouait. S'il a débuté sous les conseils d'Andreï, il a été formé à Novossibirsk. Son grand-père Vladimir Tarassenko senior, très investi dans le sport, l'a entraîné à l'école de glace du Sibir Novossibirsk. En 2008, l'entraîneur du Sibir, Andreï Khomoutov, lance sa carrière en senior avec l'équipe première dans la Ligue continentale de hockey (KHL). À l'âge de 16 ans et neuf mois, il a inscrit le premier but de la saison du Sibir contre le HK Dinamo Moscou. Son père Andreï, qui a porté les couleurs de l'équipe d'URSS au niveau international, est entraîneur-adjoint et a temporairement dirigé l'équipe après l'éviction de Khomoutov pour cause de mauvais résultats. Le club termine dix-neuvième de la ligue et Tarassenko inscrit sept buts pour dix points. Malgré des débuts remarqués, il manque quelques votes à Tarassenko pour glaner le trophée de meilleure recrue de la KHL finalement décerné au gardien du Metallourg Magnitogorsk Ilia Proskouriakov. Lors du championnat du monde moins de 18 ans 2009, il représente la Russie. Il est aligné en première ligne avec Kirill Kabanov et Sergueï Tchvanov. L'équipe s'incline en finale 5-0 contre les américains, organisateurs de la compétition. Avec 15 points, il termine deuxième pointeur du tournoi derrière le finlandais Toni Rajala et ses 19 points.
Le 25 septembre 2009, il inscrit son premier but gagnant chez le Severstal Tcherepovets lors d'une victoire 1-0 en prolongation. Son temps de jeu augmente petit à petit et il est régulièrement aligné aux côtés du tchèque Leoš Čermák. Il est sélectionné pour le championnat du monde junior 2010. La Russie se classe sixième. Avant la dernière journée de la saison régulière, le Sibir Novossibirsk possède deux points d'avance sur l'Avtomobilist Iekaterinbourg et a en main la dernière place qualificative pour les séries éliminatoires de la Coupe Gagarine. Le Sibir, qui a mené 2-0 chez le Vitiaz Tchekhov avant d'encaisser trois buts lors des deux minutes du second tiers temps, s'incline 5-2. L'Avtomobilist gagne chez le SKA Saint-Pétersbourg et se qualifie pour les séries éliminatoires. La saison n'est pas terminée pour Tarassenko convoqué avec l'équipe de Russie pour les matchs de préparation du mondial 2010. Il joue son premier match international le 23 avril 2010 contre l'Italie. Il inscrit sa première assistance le lendemain contre les Italiens également lors d'un match amical. Il participe ensuite aux LG Hockey Games, tournoi faisant partie de l'Euro Hockey Tour. Il n'est finalement pas retenu pour le championnat du monde à l'issue du tournoi. Il est classé second joueur européen derrière le Finlandais Mikael Granlund avant le repêchage d'entrée dans la LNH 2010. Le 25 juin 2010, les Blues de Saint-Louis le choisissent en première ronde en 16e position au total. Pour cela, la franchise, qui a précédemment sélectionné Jaden Schwartz en 14e position a échangé le défenseur Suédois David Rundblad afin d'obtenir ce choix de repêchage. Il est nommé capitaine de la Russie lors du championnat du monde junior 2011. Il est auteur d'un but et une assistance lors de la finale remportée 5-3 face au Canada après que la Sbornaïa ait été menée 3-0 à la fin du deuxième tiers-temps. Il termine deuxième pointeur de la compétition à égalité avec son coéquipier Ievgueni Kouznetsov avec onze points, alors que le Canadien Brayden Schenn mène le classement avec dix-huit points.
Le 25 janvier 2011, il se blesse à l'épaule contre l'Atlant Mytichtchi et est indisponible un mois. Sa saison régulière se termine avec un bilan de 19 points en 42 parties. Le Sibir, sixième de la conférence est, est éliminé en huitième de finale de la Coupe Gagarine par le Salavat Ioulaïev Oufa en quatre matchs. Tarassenko fait progressivement son retour durant le deuxième match de la série au cours de laquelle son compteur de points reste vierge.
Il rejoint ensuite le camp d'entraînement de la sélection russe. Le 8 avril 2011, il inscrit son premier but international lors d'un match amical face à la Suisse. Puis, la Sbornaïa participa aux Czech Hockey Games. Elle termine deuxième de ce tournoi derrière les Tchèques. Les performances de Tarassenko convainquent le sélectionneur Viatcheslav Bykov de l'emmener au championnat du monde 2011. Peu utilisé sur la quatrième ligne, il marque son premier but à ce niveau de compétition lors du match pour la médaille de bronze face à la République tchèque. Il est servi devant la cage par Konstantin Korneïev pour le quatrième but de son équipe. Malgré tout, la Russie s'incline 7-4.
Lors de la saison 2011-2012, il décide de rester au Sibir. Il est nommé avec David Petrasek assistant-capitaine de Georgijs Pujacs. Il marque son premier coup du chapeau dans la KHL face au Salavat Ioulaïev Oufa le 10 octobre 2011. Il joue aux côtés des Finlandais Jonas Enlund et Jori Lehterä. Le 7 décembre, son père Andreï est démis de ses fonctions d'entraîneurs cédant sa place à son assistant Dmitri Iouchkevitch. Le lendemain, Tarassenko marque un triplé dont le but de la victoire 4-3 en prolongation face au Barys Astana de Brandon Bochenski également auteur de trois buts. Il dépasse alors son total de treize buts atteint au cours de la campagne 2009-2010. Le 13 janvier 2012, à deux jours de la fin du marché des transferts, le Sibir est à dix-sept points de la première équipe qualifiée pour les séries éliminatoires. Tarassenko est alors échangé au SKA Saint-Pétersbourg, alors meilleur bilan de la ligue et désireux de se renforcer pour ces échéances, en retour de Viatcheslav Solodoukhine. Deuxième de la saison régulière, le SKA élimine le HK CSKA Moscou quatre victoires à une, l'Atlant Mytichtchi en six matchs avant de s'incliner en demi-finale face à l'OHK Dinamo en quatre matchs secs. Tarassenko marque seize points dont dix buts, les meilleurs totaux de son équipe. Il est le huitième pointeur de la saison régulière avec ses meilleures performances vingt-trois buts et un total de quarante-sept points, et le quatrième compteur des séries éliminatoires. Il participe au camp d'entraînement de l'équipe de Russie pour le championnat du monde. Jugé trop tendre pour ce niveau de compétition par le sélectionneur Zinetoula Bilialetdinov, il est réserviste avec Aleksandr Bourmistrov avant d'être écarté définitivement lorsque la Sbornaïa voit arriver les renforts d'Aleksandr Ovetchkine et Aleksandr Siomine éliminés de la course à la Coupe Stanley 2012 avec les Capitals de Washington.
Le 2 juin 2012, il accepte un contrat avec les Blues de Saint-Louis. En raison du lock-out de la Ligue nationale de hockey, il rentre jouer en Russie et signe un contrat avec le SKA Saint-Pétersbourg. Il inscrit quatorze buts et dix-sept assistances en trente-et-une parties, soit une moyenne de un point par match. Il est sélectionné pour participer au 5e Match des étoiles de la Ligue continentale de hockey mais ne peut y participer en raison du début de la saison de la LNH.
Il joue son premier match avec les Blues dans la LNH le 19 janvier 2013 face aux Red Wings de Détroit inscrivant deux buts dont celui de la victoire 6-0. Il remporte la première étoile de la rencontre comme lors de sa deuxième partie où il marque un but et deux assistances chez les Predators de Nashville.
En 2014, Jori Lehterä, repêché en 2008 par la franchise de Saint-Louis, intègre l'effectif des Blues. Lehterä et Tarassenko reforment le duo qui faisait la force du Sibir Novossibirsk en 2011-2012. Le 7 juillet 2015, il signe un nouveau contrat avec les Blues de Saint-Louis pour huit saisons et un salaire de 60 millions de dollars.
Le 9 février 2023, alors que Tarassenko en est à sa dernière année de contrat de huit saisons, il est échangé aux Rangers de New York en compagnie du défenseur Niko Mikkola. En retour, les Rangers cèdent Samuel Blais, Hunter Skinner ainsi que des choix conditionnels de 1re ronde en 2023 et de 4e ronde en 2024. En se joignant aux Rangers, il retrouve son compatriote et ami Artemi Panarin.
À 31 ans, l'attaquant change à nouveau d'adresse. Le 27 juillet 2023, il s'entend avec les Sénateurs d'Ottawa sur les modalités d'un contrat d'un an, d'une valeur de 5 millions $.
Il remporte la Coupe Stanley 2024 avec les Panthers de la Floride.

## Statistiques

### En club
| Saison     | Équipe                 | Ligue        |     | Saison régulière | Saison régulière | Saison régulière | Saison régulière | Saison régulière | Saison régulière |    | Séries éliminatoires | Séries éliminatoires | Séries éliminatoires | Séries éliminatoires | Séries éliminatoires | Séries éliminatoires |
| Saison     | Équipe                 | Ligue        | PJ  | B                | A                | Pts              | Pun              | +/-              | PJ               | B  | A                    | Pts                  | Pun                  | +/-                  |                      |                      |
| 2007-2008  | Sibir Novossibirsk 2   | Pervaïa liga | 17  | 6                | 4                | 10               | 2                | -                | -                | -  | -                    | -                    | -                    | -                    |                      |                      |
| 2008-2009  | Sibir Novossibirsk     | KHL          | 38  | 7                | 3                | 10               | 2                | +2               | -                | -  | -                    | -                    | -                    | -                    |                      |                      |
| 2009-2010  | Sibir Novossibirsk     | KHL          | 42  | 13               | 11               | 24               | 18               | +9               | -                | -  | -                    | -                    | -                    | -                    |                      |                      |
| 2009-2010  | Sibirskie Snaïpery     | MHL          | 1   | 1                | 0                | 1                | 0                | +1               | -                | -  | -                    | -                    | -                    | -                    |                      |                      |
| 2010-2011  | Sibir Novossibirsk     | KHL          | 42  | 9                | 10               | 19               | 8                | +1               | 3                | 0  | 0                    | 0                    | 2                    | -2                   |                      |                      |
| 2010-2011  | Sibirskie Snaïpery     | MHL          | 3   | 2                | 2                | 4                | 2                | -2               | -                | -  | -                    | -                    | -                    | -                    |                      |                      |
| 2011-2012  | Sibir Novossibirsk     | KHL          | 39  | 18               | 20               | 38               | 15               | +12              | -                | -  | -                    | -                    | -                    | -                    |                      |                      |
| 2011-2012  | SKA Saint-Pétersbourg  | KHL          | 15  | 5                | 4                | 9                | 0                | +6               | 15               | 10 | 6                    | 16                   | 6                    | +11                  |                      |                      |
| 2012-2013  | SKA Saint-Pétersbourg  | KHL          | 31  | 14               | 17               | 31               | 8                | +16              | -                | -  | -                    | -                    | -                    | -                    |                      |                      |
| 2012-2013  | Blues de Saint-Louis   | LNH          | 38  | 8                | 11               | 19               | 10               | +1               | 1                | 0  | 0                    | 0                    | 0                    | 0                    |                      |                      |
| 2013-2014  | Blues de Saint-Louis   | LNH          | 64  | 21               | 22               | 43               | 16               | +20              | 6                | 4  | 0                    | 4                    | 0                    | +1                   |                      |                      |
| 2014-2015  | Blues de Saint-Louis   | LNH          | 77  | 37               | 36               | 73               | 31               | +27              | 6                | 6  | 1                    | 7                    | 0                    | -4                   |                      |                      |
| 2015-2016  | Blues de Saint-Louis   | LNH          | 80  | 40               | 34               | 74               | 37               | +7               | 20               | 9  | 6                    | 15                   | 2                    | -5                   |                      |                      |
| 2016-2017  | Blues de Saint-Louis   | LNH          | 82  | 39               | 36               | 75               | 12               | -1               | 11               | 3  | 3                    | 6                    | 0                    | +2                   |                      |                      |
| 2017-2018  | Blues de Saint-Louis   | LNH          | 80  | 33               | 33               | 66               | 17               | +15              | -                | -  | -                    | -                    | -                    | -                    |                      |                      |
| 2018-2019  | Blues de Saint-Louis   | LNH          | 76  | 33               | 35               | 68               | 22               | +8               | 26               | 11 | 6                    | 17                   | 4                    | -5                   |                      |                      |
| 2019-2020  | Blues de Saint-Louis   | LNH          | 10  | 3                | 7                | 10               | 0                | -2               | 4                | 0  | 0                    | 0                    | 0                    | -1                   |                      |                      |
| 2020-2021  | Blues de Saint-Louis   | LNH          | 24  | 4                | 10               | 14               | 0                | -7               | 4                | 2  | 0                    | 2                    | 0                    | -8                   |                      |                      |
| 2021-2022  | Blues de Saint-Louis   | LNH          | 75  | 34               | 48               | 82               | 32               | +7               | 12               | 6  | 3                    | 9                    | 0                    | -2                   |                      |                      |
| 2022-2023  | Blues de Saint-Louis   | LNH          | 38  | 10               | 19               | 29               | 8                | -18              | -                | -  | -                    | -                    | -                    | -                    |                      |                      |
| 2022-2023  | Rangers de New York    | LNH          | 31  | 8                | 13               | 21               | 0                | +4               | 7                | 3  | 1                    | 4                    | 2                    | -1                   |                      |                      |
| 2023-2024  | Panthers de la Floride | LNH          | 19  | 6                | 8                | 14               | 0                | +13              | 24               | 5  | 4                    | 9                    | 2                    | +4                   |                      |                      |
| Totaux LNH | Totaux LNH             | Totaux LNH   | 751 | 293              | 336              | 629              | 197              | +74              | 121              | 49 | 24                   | 73                   | 10                   | -19                  |                      |                      |

### En équipe nationale
| Année | Évènement                            |   | PJ | B | A  | Pts | Pun | +/-                |  | Résultat |
| 2009  | Championnat du monde moins de 18 ans | 7 | 8  | 7 | 15 | 6   | +7  | Médaille d'argent  |  |          |
| 2010  | Championnat du monde junior          | 6 | 4  | 1 | 5  | 2   | -1  | Sixième de l'élite |  |          |
| 2011  | LG Hockey Games                      | 3 | 0  | 0 | 0  | 0   | -1  | Troisième place    |  |          |
| 2011  | Championnat du monde junior          | 7 | 4  | 7 | 11 | 0   | +8  | Médaille d'or      |  |          |
| 2011  | Czech Hockey Games                   | 3 | 1  | 0 | 1  | 0   | +1  | Deuxième place     |  |          |
| 2011  | Championnat du monde                 | 6 | 1  | 0 | 1  | 0   | -3  | Quatrième place    |  |          |
| 2011  | Coupe Karjala                        | 3 | 0  | 0 | 0  | 0   | 0   | Première place     |  |          |
| 2011  | Coupe Pervi Kanal                    | 2 | 0  | 1 | 1  | 0   | +1  | Troisième place    |  |          |
| 2012  | KAJOTbet Hockey Games                | 3 | 0  | 0 | 0  | 0   | 0   | Troisième place    |  |          |
| 2012  | Coupe Karjala                        | 3 | 0  | 0 | 0  | 0   | 0   | Troisième place    |  |          |
| 2014  | Jeux olympiques d'hiver              | 5 | 0  | 1 | 1  | 0   | -1  | Cinquième place    |  |          |
| 2015  | Championnat du monde                 | 9 | 4  | 3 | 7  | 2   | -1  | Médaille d'argent  |  |          |

## Trophées et honneurs personnels

### Championnat du monde moins de 18 ans
- 2009 : nommé dans l'équipe étoile désignée par les médias.

### Championnat du monde junior
- 2011 : désigné comme l'un des trois meilleurs joueurs de la Russie par les entraîneurs.

### Ligue continentale de hockey
- 2011 : nommé meilleur attaquant de la semaine du 10 au 16 octobre
- 2011 : nommé meilleur attaquant du mois d'octobre
- 2012 : participe au quatrième Match des étoiles avec la conférence Est

### Ligue nationale de hockey
- 2012-2013 : nommé recrue du mois de janvier en 2013
- 2014-2015 :
  - participe au 60e Match des étoiles (1)
  - sélectionné dans la deuxième équipe d'étoiles (1)
- 2015-2016 :
  - participe au 61e Match des étoiles (2)
  - sélectionné dans la deuxième équipe d'étoiles (2)
- 2016-2017 : participe au 62e Match des étoiles (3)
- 2018-2019 : vainqueur de la coupe Stanley avec les Blues de Saint-Louis
- 2022-2023 : participe au 67e Match des étoiles (4)
- 2023-2024 : remporte la Coupe Stanley avec les Panthers de la Floride